# Maghasberd
Maghasberd (orthographié également Mahasberd, Magazberd ou Maghazberd) est un site fortifié complexe de la rive droite de la rivière Akhourian (Arpa çay en turc), frontalière de la Turquie et de la République d’Arménie.

## Géographie
Maghasberd est actuellement situé en zone militaire, dans la province de Kars, à environ  4 km au sud de la ville d’Ani. Le site appartenait, au Moyen Âge, à la province arménienne d'Ayrarat, et au district de Chirak.

## Histoire
La ville est fondée au VIe siècle pour le compte de l’empereur byzantin Maurice 1er (582-602). C’est probablement elle qui portait, à l’origine, le nom de Maghasberd, alors que la forteresse, en contrebas, semble avoir été appelée Cark’ar.
La date exacte de construction de l’enceinte de la forteresse n'est pas connue. Elle parait avoir été renforcée au temps de l'apogée de la ville voisine d’Ani (fin du Xe siècle / 1re moitié du XIIIe siècle).
Tenue au nom du khan perse d'Erevan au début du XVIIe siècle, elle est prise par les Ottomans en 1635. Le traité de paix qu'ils signent avec les Perses le 17 mai 1639 leur fait obligation de la démanteler. Ses défenses sont restaurées à la fin du XVIIIe siècle, comme l'atteste l'inscription qui surmonte la porte.

## Description
Le site est composé de deux ensembles principaux : une petite forteresse, dans la vallée, contrôlant l'accès à la rivière, et une ville, au niveau du plateau.

### La forteresse
La forteresse occupe une plateforme basaltique (altitude 1 390 m env.) dégagée par l’érosion, au confluent de l’Akhourian et d’un petit vallon. Bénéficiant de défenses naturelles sur la quasi-totalité de son périmètre, elle domine la rivière d’une quarantaine de mètres, mais est elle-même largement dominée par le plateau environnant (altitude 1 500 m env.). Le site est défendu par une courte enceinte à trois tours très rapprochées, protégée par une fausse-braie et un fossé creusé dans le rocher. Le dispositif de défense de la porte, situé à l’est du mur, du côté de la rivière, contrôle également un chemin aménagé dans une vire de la falaise, menant à un gué entre deux méandres. On voit encore sur le site les restes d’une citerne et de plusieurs constructions indéterminées. Dans la vallée, aux abords de l'enceinte, on repère une aire funéraire, les restes de faubourgs et des enclos de pâturage.

### La ville
La ville de Maghasberd occupait une vaste portion du plateau, entourée de fortes pentes, dominant le fortin au sud-ouest.
Ce site, encore méconnu, conserve les restes d’une enceinte urbaine à tours cylindriques, quadrangulaires et en fer-à-cheval, et les vestiges arasés de plusieurs édifices civils et d’une église.